# Per Brandt
Per Erik Brandt (* 30. Oktober 1972 in Vansbro) ist ein ehemaliger schwedischer Biathlet.
Per Brandt startete als Aktiver für den Molkoms SK. Er begann 1990 mit dem Biathlonsport und gab sein internationales Debüt im Biathlon-Weltcup 1993 in Antholz, wo er 58. eines Einzels wurde. Nach regelmäßigen Einsätzen im Weltcup qualifizierte er sich für die Olympischen Winterspiele 1994 in Lillehammer. In Norwegen kam Brandt in allen drei Rennen zum Einsatz. Im Sprint wurde er 38., im Einzel 27. und mit Mikael Löfgren, Leif Andersson und Ulf Johansson Elfter im Staffelwettbewerb. Seine letzten Rennen im Weltcup bestritt er 1995.

## Biathlon-Weltcup-Platzierungen
Die Tabelle zeigt alle Platzierungen (je nach Austragungsjahr einschließlich Olympische Spiele und Weltmeisterschaften).
- 1.–3. Platz: Anzahl der Podiumsplatzierungen
- Top 10: Anzahl der Platzierungen unter den ersten zehn (einschließlich Podium)
- Punkteränge: Anzahl der Platzierungen innerhalb der Punkteränge (einschließlich Podium und Top 10)
- Starts: Anzahl gelaufener Rennen in der jeweiligen Disziplin

| Platzierung                                              | Einzel | Sprint | Verfolgung | Massenstart | Team | Staffel | Gesamt |
| -------------------------------------------------------- | ------ | ------ | ---------- | ----------- | ---- | ------- | ------ |
| 1. Platz                                                 |        |        |            |             |      |         |        |
| 2. Platz                                                 |        |        |            |             |      |         |        |
| 3. Platz                                                 |        |        |            |             | 2    |         | 2      |
| Top 10                                                   |        |        |            |             |      |         |        |
| Punkteränge                                              |        |        |            |             |      | 1       | 1      |
| Starts                                                   | 9      | 10     |            |             |      | 1       | 20     |
| Stand: Karriereende, Daten möglicherweise nicht komplett |        |        |            |             |      |         |        |